# Asteri d'Amasia
Asteri (en llatí: Asterius, en grec antic: Ἀστέριος) va ser un bisbe d'Amasia al Pont, a finals del segle iv, entre els anys 380 i 390. Va ser successor d'Eulali.
De jove havia estat educat per un esclau escita, i després va estudiar dret i retòrica, però ho va deixar quan es va ordenar sacerdot. Es conserven algunes de les seves homilies i altres, que s'han perdut, en va un resum Foci. Va ser contrari a les doctrines d'Arri i va viure fins una edat avançada.